# فضای خالی
«فضای خالی» (انگلیسی: Blank Space) ترانه‌ای از خواننده-ترانه‌سرای آمریکایی تیلور سوئیفت، برگرفته از پنجمین آلبوم استودیویی‌اش، ۱۹۸۹ (۲۰۱۴) است. این ترانه به عنوان دومین تک‌آهنگ ۱۹۸۹ توسط ریپابلیک رکوردز با همکاری ناشر سوئیفت در آن زمان یعنی بیگ مشین در ایستگاه‌های رادیویی ایالات متحده منتشر شد. سوئیفت «فضای خالی» را به صورت مشترک با تهیه‌کنندگانش مکس مارتین و شلبک نوشت.
در هفتهٔ نخست انتشار، ۱۵۵٬۰۰۰ نسخهٔ دیجیتالی از فضای خالی به فروش رفت و این ترانه در جایگاه ۱۸ جدول ۱۰۰ ترانه داغ بیلبورد ایالات متحده جای گرفت. بعد از ۴ هفته م این موزیک توانست رتبه ۱ بیلبورد ۱۰۰ را از آهنگ از ذهنم پاکش کن که توسط خود تیلور نوشته شده بود را بگیرد و تیلور را تبدیل به تنها آرتیست تاریخ کرد که توانست که رتبه موسیقی خود را در بیلبورد۱۰۰ جابجا کند. موزیک ویدئو این آهنگ در سال ۲۰۱۸ با ۳ میلیارد بازدید به اولین موزیک ویدئو زنی به این مقدار تبدیل شد. این موزیک ویدئوی در یوتیوب بیش از دو میلیارد بازدید دارد. این موزیک توانست در سال ۲۰۱۴ برنده دو جایزه موزیک ویدئوی ام‌تی‌وی توسط زن و موسیقی پاپ شود. این تک آهنگ توانسته‌است در سطح جهان ۱۳٫۵۲۴٫۰۰۰ میلیون فروش داشته باشد؛ و گواهی الماس را به دست آورد.

## موزیک ویدئو
موزیک ویدئو این ترانه توسط جوزف خان ساخته شد و در ۹ نوامبر ۲۰۱۴ منتشر شد. در این موزیک ویدئو مانکن آمریکای شان اپرای نقش دوست پسر تیلور سوئیفت را دارد.
. داستان موزیک ویدئو:
این موزیک ویدئو در قصر اهکا ساخته شده.
در اول موزیک ویدئو سویفت بر روی تختی نشسته درحالی که گربه‌ای دستش است و دوتا اسب سفید در اطراف او، بعد شان اپرای وارد قصر می‌شود و تیلور و شان با هم دوست می‌شوند و با هم می‌رقصند و سویفت اسم خودش و شان را بر روی درخت حک می‌کند، اما سویفت متوجه می‌شود که‌شان با دختری دیگر دوست است و از او عصبانی می‌شود و تابلوهای نقاشی قصر را پاره می‌کند و موبایل شان را در استخر می‌اندازد و در آخر موزیک ویدئو سویفت به ماشین شان با چوب گلف ضربه می‌زند و شان از قصر تیلور خارج می‌شود و یک پسر جدید به قصر می‌آید.